# 金善教
金善教（：／ Kim Seon-kyo，1960年9月18日—），大韓民國保守派政治人物，第21屆國會議員。